# Amy Nuttall
Amy Abigail Nuttall (née le 7 juin 1982 à Bolton près de Manchester dans le Lancashire) est une actrice et chanteuse anglaise. Ses principaux rôles ont été dans le cadre des séries télévisées britanniques Emmerdale et Downton Abbey.

## Biographie
Elle étudie à la Bury Grammar School puis à la Tring Park School for the Performing Arts dans le Hertfordshire.
Elle commence sa carrière en 2000 à l'âge de dix-sept ans avec le rôle de Christine dans la comédie musicale The Phantom of the Opera et chante au Royal Albert Hall. 
Elle passe ensuite avec succès les auditions de la série télévisée britannique Emmerdale, la seconde série la plus ancienne de la télévision britannique. Elle obtient le rôle de Chloé Atkinson et apparaît dans 114 épisodes entre 2001 et 2005.
En 2005, elle enregistre son premier album, Best Days chez EMI Classics. Son timbre très classique séduit au point que l'album arrive à la quatrième place des ventes au Royaume-Uni et obtient une nomination aux Classical Brit Awards de 2006.
Toujours en 2005, elle chante dans la comédie musicale My Fair Lady dans le rôle-titre d'Eliza Doolittle.
Dans le même registre, elle chante dans la comédie musicale Guys and Dolls avec le rôle de Sarah Brown, produite par Michael Grandage dans le West End.
Puis elle incarne Sally Bowles dans Cabaret au Lyric Theatre de Londres.
Après avoir quitté Emmerdale en mars 2005, elle poursuit sa carrière avec des apparitions dans les séries. En 2010, elle partage le rôle de la Dame du Lac dans la tournée de Spamalot. Dans Downton Abbey, Amy Nuttall joue le rôle d'Ethel Park une femme de chambre, à partir de la deuxième saison.
Elle joue la fille de Jane Butterfield également agent immobilier dans Beetlejuice Beetlejuice.

## Vie privée
Amy Nuttall est mariée à l'acteur Andrew Buchan depuis le 8 septembre 2012.
Le 14 juillet 2011, elle a obtenu le titre de Docteur Honoris Causa de l'Université de Bolton, ville dont elle est originaire.

## Filmographie

### Actrice

#### Cinéma
- 2024: Beetlejuice Beetlejuice de Tim Burton : Jane Butterfield. Jr, l'agent immobilier local et la fille de Jane Butterfield Sr.

#### Télévision
- 2000-2005 : Emmerdale: Chloe Atkinson (113 Épisodes)
- 2009 : Hotel Babylon : Melanie Hughes (2 Épisodes)
- 2011-2012 : Downton Abbey
- 2024 : Mr Bates vs The Post Office (mini-série) : Lisa Castleton